# A10-es autópálya (Németország)
Az A10-es autópálya (németül Bundesautobahn 10) egy autópálya Németországban, a Berlint elkerülő körgyűrű. Hossza 196 km.

## Csomópontok és pihenőhelyek

Az A10-es autópálya útvonala Berlin körül

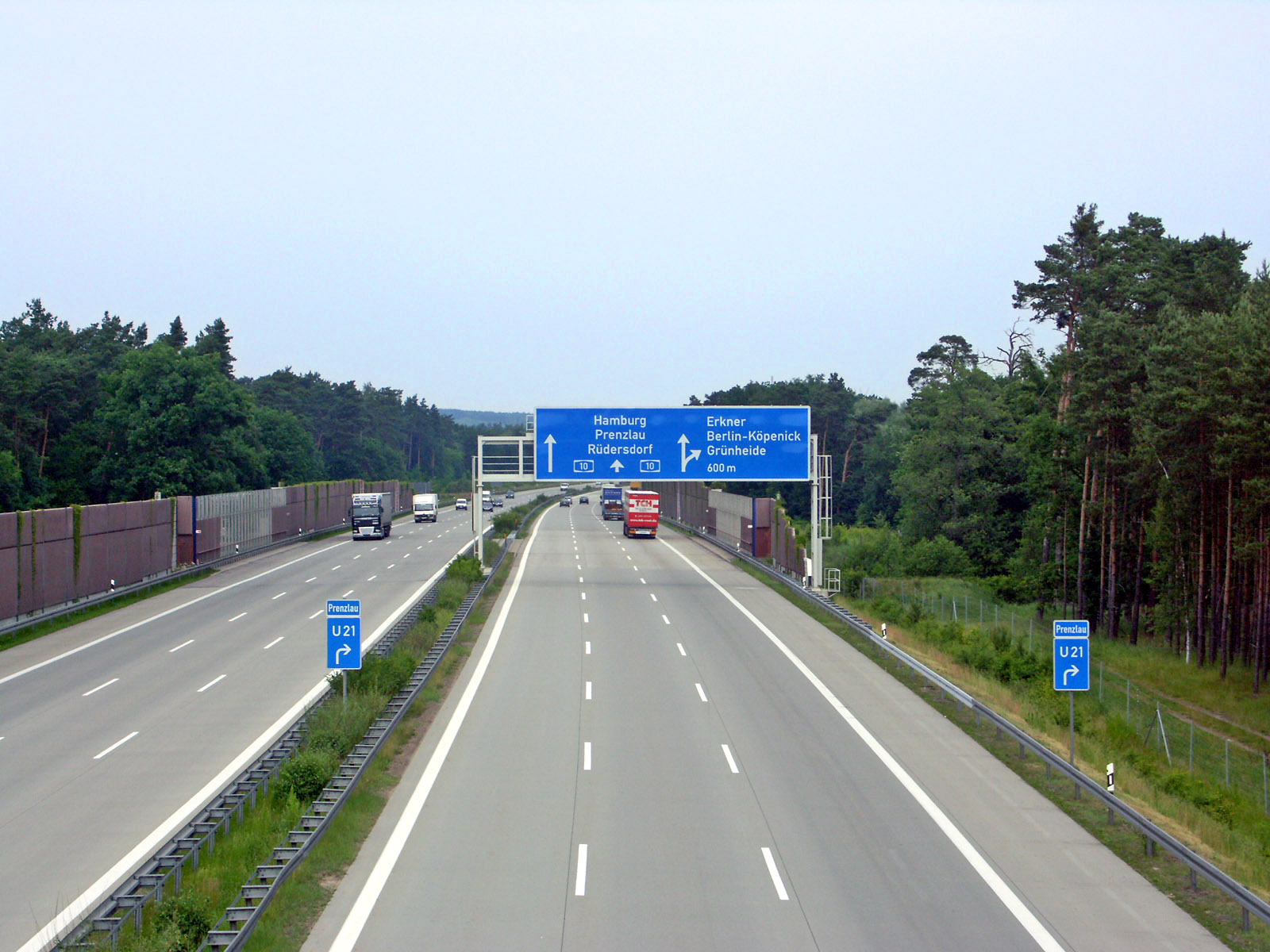
Az A10-es autópálya